# Zonnestralingsbeheer

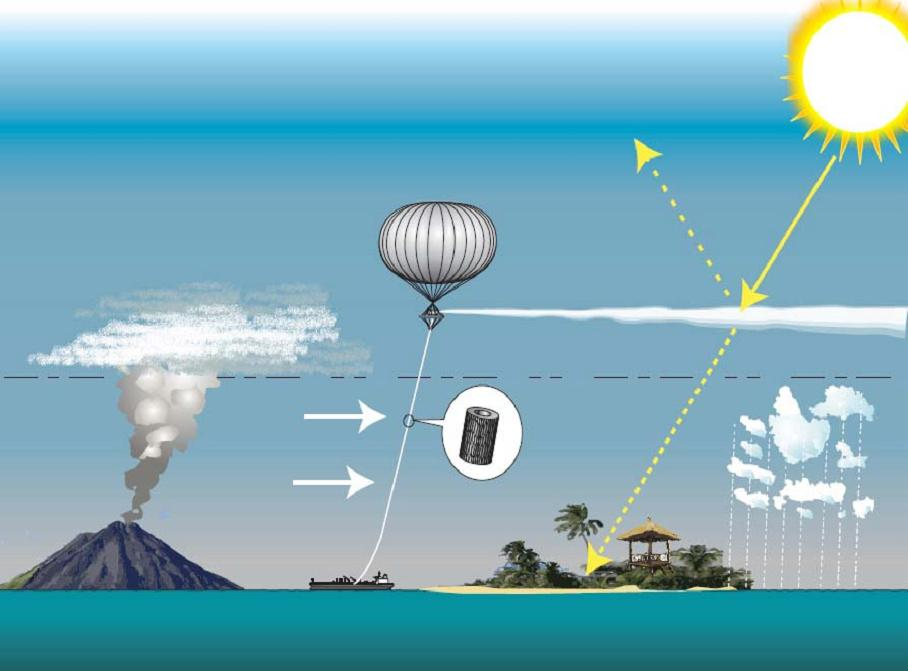
Schema voor het beheer van zonnestraling: een ballon aan een kabel injecteert aerosols in de stratosfeer (SPICE-project)

Zonnestralingsbeheer (Engels: Solar radiation management, ook Solar radiation modification, SRM) verwijst naar onderzoeksprogramma’s en projecten in het kader van geo-engineering, waarbij getracht wordt zonlicht op grote schaal te weerkaatsen of te filteren, om daarmee de opwarming van de Aarde tegen te gaan.  Het effect wordt verkregen door het weerkaatsingsvermogen van de planeet (albedo) te verhogen en/of de natuurlijke weerkaatsing door ijs, sneeuw en gletsjers te herstellen.
Dergelijke programma’s kunnen de belangrijkste schadelijke gevolgen van de opwarming van de Aarde zoals CO2-uitstoot of oceaanverzuring niet tegengaan, en zijn dus hooguit tijdelijke of gedeeltelijke maatregelen voor klimaatbeheer.

## Geschiedenis
In zekere zin kan weerbeïnvloeding beschouwd worden als een kleinschalige aanloop tot zonnestralingsbeheer.
Reeds in 1974 opperde de Russische klimaatwetenschapper Mikhail Budyko (1920-2001) de mogelijkheid om zwavel te verbranden in de stratosfeer, om de Aarde zo nodig af te koelen. Fysicus John Latham werkte in 1990 het concept uit om de weerkaatsing van wolkenformaties boven de oceaan te verhogen. Zonnestralingsbeheer door het lanceren van partikels in de stratosfeer werd ook besproken in een rapport over klimaatverandering uit 1992 van de Amerikaanse National Academy of Engineering. In 1997 besprak Edward Teller diverse methodes voor de spreiding van aerosols in de stratosfeer of in de ruimte. De techniek bleef echter in wezen taboe bij klimaatwetenschappers en in beleidskringen.
In de 21e eeuw kwam het onderwerp in een stroomversnelling, onder meer nadat Nobelprijswinnaar Paul Crutzen in 2006 een invloedrijk wetenschappelijk artikel publiceerde. In 2008 stelden Europese wetenschappers zonnestralingsbeheer als klimaatoplossing voor,  en in 2009 wijdde de Britse Royal Society een hoofdstuk aan het beheer van zonnestraling in een wetenschappelijke stand-van-zaken over geo-engineering.  Sedertdien is het aantal studies en publicaties verveelvoudigd.

## Methodes

### Partikels in de stratosfeer
Een van de oudste en meest bekende voorstellen bestaat in het vernevelen van zwaveldioxide in de stratosfeer. Dit fenomeen imiteert een natuurlijk proces dat gepaard gaat met de uitbarsting van vulkanen, wat een verkoelend effect op de planeet kan hebben als de erupties de stratosfeer bereiken. Als alternatieven wordt soms gedacht aan fotoforesische partikels, titaniumdioxide of krijtdeeltjes (calciumcarbonaat). De deeltjes kunnen in de stratosfeer gebracht worden door artilleriegranaten of hoogvliegende vliegtuigen. Wetenschappers waarschuwen echter voor mogelijk catastrofale weerseffecten door de onevenwichtige spreiding van de aerosolen.

### Wolkenformaties
Met deze technieken wil men het weerkaatsingsvermogen van wolkenformaties boven zee verhogen, waardoor opnieuw minder zonlicht de Aarde zou bereiken. 

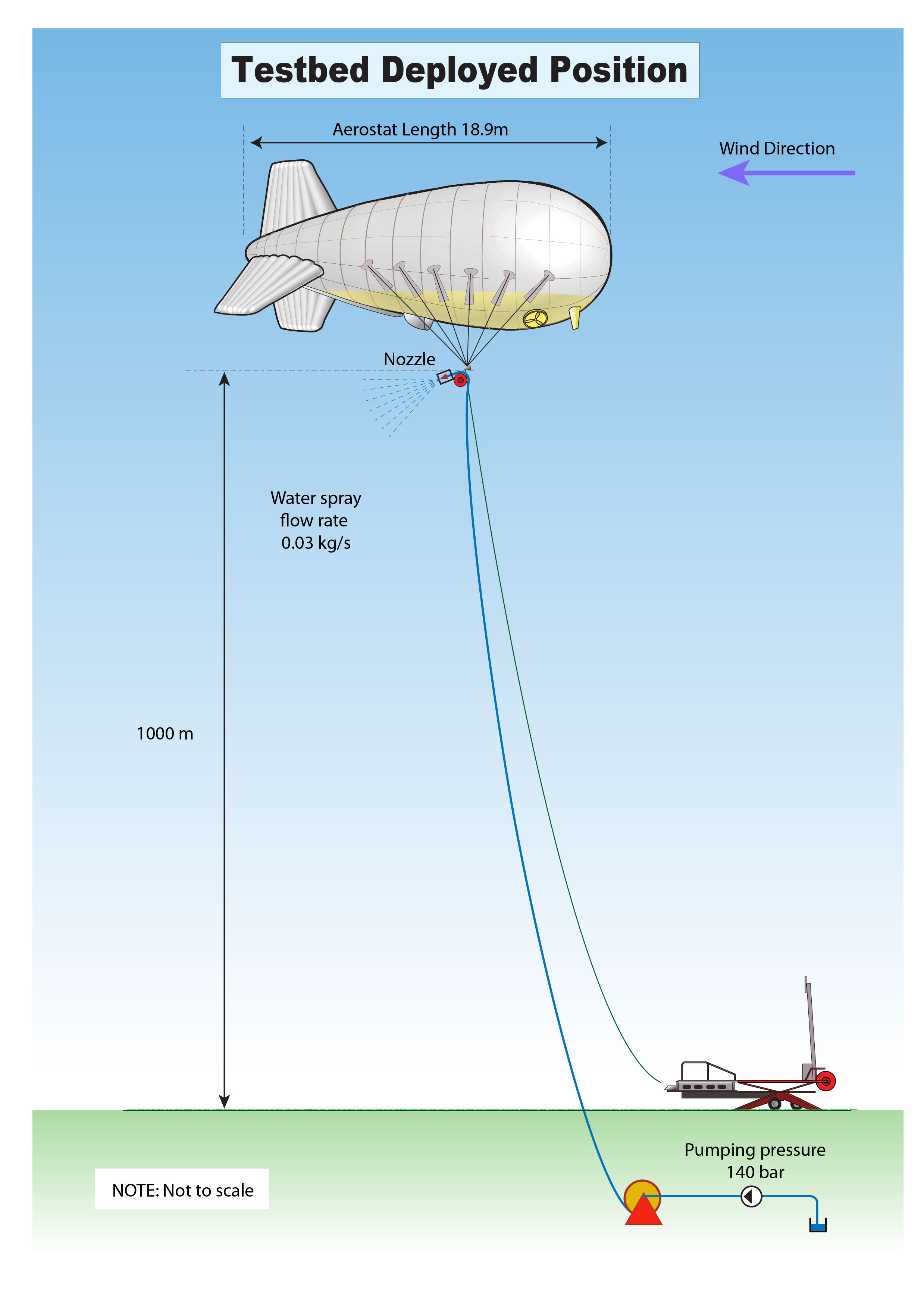
Een ballon vernevelt zeewater in de atmosfeer (SPICE).

Een van de voorgestelde methodes bestaat erin zeewater in de atmosfeer te projecteren. Hierdoor zouden de afmetingen van druppels in bestaande wolken gewijzigd worden. De condensatiekernen zouden de wolken helderder maken, volgens het twomey-effect. De verneveling zou gebeuren vanuit luchtballonnen of onbemande rotorschepen.

### Ruimtespiegels
Technologisch geavanceerde oplossingen zouden ook uit de ruimtevaart kunnen komen, al wordt gevreesd dat een kosten-batenanalyse op dat vlak negatief zou uitvallen. Voorgestelde oplossingen omvatten onder meer: 
- ruimtespiegels, enkele grote of een massa kleinere, lanceren in een baan om de Aarde;[12]
- Met uit maanstof gefabriceerde spiegels een weerkaatsende wolk samenstellen en die halverwege de zon aanbrengen;[13]
- het aanbrengen van een diffractierooster, opnieuw halverwege de zon (L1-punt), om de straling naar de aarde gedeeltelijk af te leiden. Een voorstel in die zin kwam er reeds in 1989,[5] later werd het herhaald, in de vorm van een fresnellens.[14]

### Oceaanbemesting
Het “bemesten” van oceanen met ijzer wordt vooral gezien als een middel om door de groei van plankton de opname van koolstofdioxide te stimuleren. Maar bij toepassing, vooral in de Zuidelijke Oceaan, zou deze bemesting de productie van dimethylsulfide verhogen met een hoger reflecterend effect als gevolg. Hieraan wordt met name gedacht voor afkoeling van Antarctica.

### Reflecterende oppervlakte vergroten
Uit een andere benadering komen voorstellen om het reflecterende oppervlakte van de Aarde te vergroten. Daarbij wordt gedacht aan: 

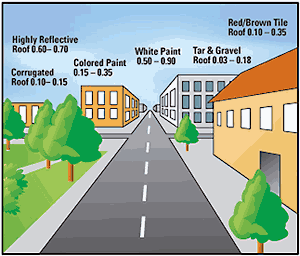
De weerkaatsing (albedo) van oppervlakken in een bewoonde omgeving

- een “wittedakenplan”, waarbij zoveel mogelijk oppervlakken in menselijke nederzettingen (daken, wegen, pleinen) wit zouden geschilderd worden. Hoewel dit voorstel economisch haalbaar lijkt, is het afkoelend effect twijfelachtig;[8]
- het plaatsen van grote spiegels in woestijngebieden[15]
- de weerkaatsing van het oceaanoppervlak vergroten door het verspreiden van drijvende spiegeltjes[16] of het produceren van drijvende microbubbels in de bovenste oceaanlagen, naar het voorbeeld van het door oceaanschepen geproduceerde kielzog,[17] dat ook zelf kan gebruikt worden in het proces.[18]

### Planten en dieren
Het inschakelen van planten om de zonnestraling te beheren is in verschillende studies en voorstellen opgenomen, onder meer:
- het inzaaien en aanplanten van gewassen met een hoger reflecterend vermogen; eventueel wordt zelfs aan genetisch aangepaste planten (ggo’s) gedacht, hetgeen een nieuw vakgebied van bio-geoengineering zou openen[19]
- herbebossing en ontbossing: op lagere breedte heeft herbebossing een afkoelend effect; op hogere breedtegraden kan ontbossing het sneeuwdek vrijmaken, wat de weerkaatsing bevordert.[8]

Ook dieren zouden een bijdrage kunnen leveren. In Siberië loopt een experiment met een Pleistoceen park, waar gehoopt wordt dat grote grazers door het vertrappelen van de sneeuwlaag de grassige bodem zullen herstellen, wat een afkoelend effect heeft op de permafrost.

### IJsherstel
Diverse voorstellen circuleren voor het herstel of het stimuleren van het ijsoppervlak van gletsjers: 
- Met windmolens zou in de Arctische winter koud water vanuit de diepte opgepompt worden naar het ijsoppervlak, waar het sneller zou bevriezen.[20]
- Het weerkaatsingsvermogen van het ijsoppervlak kan verhoogd worden door holle glasbolletjes uit siliciumdioxide, ter grootte van een zoutkorrel, te verspreiden over het zee-ijs, als een gigantische pleister.[21]
- Gletsjers die in zee uitmonden, kunnen geschraagd worden door de toevloed van warmer water te stuiten met een onderwaterdijk.[22]
- Met reusachtige sneeuwkanonnen kan men zoutwater uit de oceaan pompen naar de bedreigde West-Antarctische ijskap.[23]

## Kostprijs
De kostprijs van een omvangrijk project met bijvoorbeeld de verspreiding van partikels in de stratosfeer werd in 2012 geraamd op 2 tot 8 biljoen dollar.

## Afkoelend effect
Het afkoelend effect van diverse maatregelen wordt doorgaans uitgedrukt in watt per vierkante meter. Als vergelijkingspunt gaat men vaak uit van 3,7 W/m2, de positieve stralingsforcering die het resultaat is van een verdubbeling van de CO2-uitstoot (van 280 naar 560 ppm). Het gaat hierbij om ramingen: van de spreiding van aerosols in de stratosfeer, en van wolkencondensatiekernen wordt een gelijk of hoger resultaat dan 3,7 W/m2 negatieve forcering verwacht. Het resultaat van andere maatregelen ligt daar beduidend onder, of is nog onvoldoende berekend.

## Beperkingen en risico’s
Om te beginnen kan het zonnestralingsbeheer nooit een complete klimaatoplossing zijn. Voorts zijn de effecten, en zeker de langetermijneffecten, nog onvoldoende bekend: de meeste gegevens steunen op computermodellen en ramingen. Zelfs uitgesproken voorstanders van dergelijke programma’s, verbonden aan Harvard waren in maart 2019 terughoudend om te pleiten voor onmiddellijke toepassing. Het Intergovernmental Panel on Climate Change (IPCC) pleitte in het 6e klimaatrapport van 2022) tegen de toepassing, vanwege de risico’s.
In mei 2008 uitte de Amerikaanse klimatoloog Alan Robock grondige twijfels inzake geo-engineering.

### Waterkringloop
Een van de onbekenden is de impact op de waterkringloop: deze is namelijk gevoeliger voor schommelingen in de zonnestraling dan voor toename van de CO2, en zou dus kunnen verstoord worden.

### Risico van onderbreking
Bij het inbrengen van aerosols in de stratosfeer stelt zich het probleem dat onvoldoende is uitgeklaard hoelang de inspanning moet volgehouden worden, en welke instanties dan een langetermijntoepassing gaan bewaken en begeleiden. En specifiek voor aerosols met zwaveldioxide schuilt er een gevaar in het plotseling stopzetten ervan, om politieke, technologische of andere redenen. De zwaveldioxide zou dan snel uit de atmosfeer verdwijnen, met een plotse en desastreuze temperatuurstijging tot gevolg. Een ander nadeel is de vrees dat deze zwavelaerosols de ozonlaag zouden aantasten.  

### Effect op zonlicht en hemel
Het gebruik van aerosols of wolkenmanipulatie wijzigt de ratio tussen rechtstreeks en onrechtstreeks zonlicht. Dit kan een effect hebben op plantaardig leven, en mogelijk op de zonne-energie. Er wordt aangenomen dat de blauwe hemel en de zonsondergang er lichtjes anders gaan uitzien. Er zou ook een effect zijn op de vorming van cirruswolken.

### Geografische spreiding
Er moet rekening gehouden worden met mogelijk geografisch ongelijke schadelijke neveneffecten. Recent onderzoek acht dit risico echter minimaal, op voorwaarde dat de doelstelling van programma’s zich zouden beperken tot een halvering, niet het herstel, van de positieve stralingsforcering door CO2.

## Ethische en politieke aspecten
Zonnestralingsbeheer roept algemene ethische en politieke vragen op die gelijklopen met die van geo-engineering. Een Amerikaanse denktank stelde in 2020 als beleidsmodel voor dat het Klimaatpanel van de VN (IPCC) en de Wereld Meteorologische Organisatie (WMO) gezamenlijk de wetenschappelijke standpunten ter zake zouden innemen, en dat de VN-Veiligheidsraad of de G7/G20 verantwoordelijk wordt voor beleidsbeslissingen.
Het niet-gebruik van geoengineering voor zonnestralingsbeheer, en een oproep voor een internationale overeenkomst ter zake, werd op 17 januari 2022 gelanceerd door een groep wetenschappers, op initiatief van onder meer prof. Frank Biermann (Universiteit Utrecht). Eind november 2022 hadden ruim 370 academici uit meer dan 50 landen de oproep onderschreven. Na een global governance-forum nuanceerde Anote Tong, president van Kiribati (van 2003 tot 2016) echter: ”Geo-engineering is een schoolvoorbeeld van onze arrogantie, nu we denken de natuur met behulp van technologie naar onze hand te kunnen zetten. Dat mag niet het antwoord zijn (...). En toch wordt geo-engineering (…) de enige optie en laatste redmiddel als wij als wereldgemeenschap doorgaan op de ingeslagen weg. Er komt een moment dat het óf geo-engineering óf totale vernietiging wordt."
Klimaatactivist Bill McKibben speculeerde in november 2022 dat het wel eens de fossiele brandstofsector zou kunnen zijn die de grootste promotor wordt van geo-engineering, om op die manier haar bedrijfsmodel te kunnen voortzetten. Bovendien zouden dergelijke projecten volgens hem vrij gemakkelijk kunnen uitgevoerd worden door elk land met een goed uitgebouwde luchtmacht, en in principe zelfs binnen de mogelijkheden van grote ondernemers als Elon Musk vallen.

## Concrete projecten
Projecten waarin naast simulaties ook reële experimenten voorzien werden: 
- 2011: Stratospheric Particle Injection for Climate Engineering (SPICE), een programma voor geo-engineering door het stimuleren van wolkenformaties in de stratosfeer[41]
- 2019: Stratospheric Controlled Perturbation Experiment (ScoPEx): een programma van Harvard, eveneens door het stimuleren van wolkenformaties in de stratosfeer.[42][43] Het experiment in Zweden werd uitgesteld, vanwege tegenkanting door milieuorganisaties en vertegenwoordigers van de Sami, waar het project doorgang zou vinden.[44]
- 2022: een Amerikaanse startup heeft naar eigen zeggen weerballonnen opgelaten met de bedoeling reflecterende zwaveldeeltjes te spreiden in de stratosfeer. Het bedrijf wil "koelcredits" verkopen voor toekomstige ballonvluchten, maar beschouwde het experiment ook als een vorm van “klimaatactivisme”.[45]

In totaal zouden in 2022 een vijftal projecten op stapel staan, waarvan echter de operationele details niet altijd vrijgegeven werden.